# Le Bonheur (album)
Pour les articles homonymes, voir Le Bonheur.
Albums de Brigitte Fontaine
L'Incendie
(1974) Vous et nous
(1977)
Le Bonheur est le septième album de Brigitte Fontaine, accompagnée par Areski Belkacem, publié en 1975. C'est le troisième album du tandem Areski-Fontaine.
D'une part « La Citrouille », « Les Étoiles et les Cochons », « Mephisto » et « Le Bonheur » constituent autant de références à un univers de légende (contes, mythologie) fait de nostalgie et d'espoir - de tristes constats aussi - ; d'autre part, « Le Propriétaire » et « Y'a du lard » sont de violents réquisitoires contre une réalité injuste.
L'album est entrecoupé d'extraits de théâtre et agrémenté de bruitages divers (paroles d'animaux…). Le livret indique d'ailleurs : « ce disque a été enregistré pendant l'hiver 1975 dans un théâtre, une cuisine, une étable, un studio ».

## Titres
Tous les textes sont de Brigitte Fontaine, à l'exception de « Boudali », écrit par Areski Belkacem.
Toutes les musiques sont de Areski.
| No  | Titre                      | Durée |
| --- | -------------------------- | ----- |
| 1.  | La Citrouille              | 4:09  |
| 2.  | Théâtre                    | 1:28  |
| 3.  | Les Étoiles et les Cochons | 2:42  |
| 4.  | Le Propriétaire            | 3:05  |
| 5.  | Boudali                    | 2:06  |
| 6.  | Bobo                       | 2:04  |
| 7.  | Les Vergers                | 3:56  |
| 8.  | Mephisto                   | 2:42  |
| 9.  | Y'a du lard                | 3:18  |
| 10. | Le Bonheur                 | 8:31  |
| 11. | L'Oubliana                 | 2:47  |

## Musiciens
- Areski Belkacem : guitare, percussions, flûte, chant
- Brigitte Fontaine : chant, jouets, tambour-théâtre
- Djamel : percussions
- Les Amis de la Bête : chœur (piste 11)

## Production
- Prise de son : Jean-Pierre Chambard
- Production : Pierre Barouh
- Photos : Ned Burgess